# Direktorialsystem
Das Direktorialsystem ist eine Organisationsform der Führungsspitze und zugleich im politischen Kontext ein Regierungssystem. Alternativbezeichnung sind für letzteres direktoriales Regierungssystem oder Direktorialverfassung.

## Organisationstheoretischer Begriff
Kennzeichnend ist, dass ein Mitglied der Instanz (z. B. eines Unternehmens) besondere Rechte bei der Willensbildung hat und Entscheidungen mit einem Alleinentscheidungsrecht, mit einem Entscheidungsrecht gegen eine qualifizierte Mehrheit oder mit einem Entscheidungsrecht gegen eine einfache Mehrheit herbeiführen kann.
Beim Direktorialsystem liegt die gesamte Entscheidungsbefugnis und somit auch die Verantwortung in einer Hand. Die nachgeordneten Stellen haben nur geringen Entscheidungsspielraum. Die Führung ist straff und einheitlich. 

## Politikwissenschaftlicher Begriff
Aufbauend auf der organisatorischen Vorstellung hat sich der Begriff in der Politikwissenschaft als ein Regierungssystem eingebürgert, bei dem die Regierung (Exekutive) vom Parlament (Legislative) nicht abhängig ist, das heißt, nicht durch ein Misstrauensvotum gestürzt werden kann oder direkt von Wählern gewählt wird. Die Exekutivgewalt wird von einem Direktorium ausgeübt, das aus mehreren gleichberechtigten Mitgliedern besteht. In der Regel übernimmt die Regierung zugleich die Aufgaben eines Staatsoberhaupts. Der Vorsitzende des Direktoriums besitzt als Primus inter pares eine Sonderstellung und ist meist de facto Staatschef. Ihm sind aber wesentlich weniger Aufgaben und Kompetenzen zugewiesen als in anderen Regierungsformen. 
Die nachfolgenden Verwaltungsbehörden sind an die Entscheidungen des Direktoriums gebunden. 
In der Realität wurden die Direktorien aber oftmals nicht von einem demokratischen Parlament gewählt, sondern ernannt oder sie haben sich autonom eingesetzt.

## Empirische Beispiele

### Historische Beispiele
Das Modell für alle anderen Direktorialsysteme ist die Direktoriumsverfassung, mit der Frankreich nach dem Sturz der Jakobinerherrschaft von 1795 bis 1799 regiert wurde.
Auch das nach dem Prager Fenstersturz von den oppositionellen protestantischen Ständen installierte System Böhmens war ein Direktorialsystem. 
Das helvetische Direktorium war von 1798 bis 1803 die Exekutive in der Helvetischen Republik (Schweiz). 
Die nach der Revolution vom Februar 1917 gebildete Russische Provisorische Regierung war im Juli 1917 ebenfalls in ein Direktorium umgebildet worden.

### Die heutige Schweiz
Das einzigartige Regierungssystem der Schweiz wird in der heutigen Politikwissenschaft ebenfalls in Anlehnung an die historischen Vorbilder als Direktorialsystem bezeichnet. Hierbei stellt der Bundesrat auf Bundesebene bzw. der Regierungsrat (in der Westschweiz: Staatsrat) auf kantonaler Ebene das Direktorium dar. Es existiert kein Regierungschef; der jeweils für ein Jahr gewählte Bundespräsident (Bund) beziehungsweise Regierungs- oder Staatsratspräsident oder Landammann (Kantone) ist nur ein Primus inter pares, also den anderen Exekutivmitgliedern weitestgehend gleichgestellt.
Die schweizerische Konkordanzdemokratie zeichnet sich überdies dadurch aus, dass das Parlament weder einen Regierungschef noch die Regierung als Ganzes, sondern – auf Bundesebene – die einzelnen Regierungsmitglieder entsprechend der Parteistärke wählt. Von 1959 bis 2008 und erneut seit 2015 gilt eine als Zauberformel bezeichnete Parteienverteilung der Regierungsmitglieder, gemäss der die drei grössten Parteien je zwei und die viertgrösste einen Bundesrat stellen soll.
Auf kantonaler Ebene werden die Regierungsmitglieder – anders als der Bundesrat – nicht vom jeweiligen Kantonalparlament, sondern direkt vom Volk gewählt. Damit werden diese Wahlen zu Persönlichkeitswahlen, die Parteizugehörigkeit spielt nur eine untergeordnete Rolle. Dennoch werden meist die Kandidaten der etablierten Parteien gewählt, so dass eine gewisse an der Parteienstärke orientierte Verteilung resultiert. Manchmal trifft letzteres nicht zu, und es kommt vor, dass eine grosse Partei nicht in der Regierung vertreten ist, stattdessen aber eine kleine.